# يوهان غيير
يوهان غيير هو لاعب كرة قدم نمساوي، ولد في 12 أغسطس 1942.